# 関豊村
関豊村（せきとよむら）は、千葉県君津郡にかつて存在した村である。現在の富津市の南部に位置している。
一時的に存在した合成地名のため現在の地名としては存在しないが、富津市立関豊小学校、天羽日東バスの停留所（旧自動車駅）「関豊駅」などにその名をとどめている。

## 沿革
- 1926年（大正15年）4月24日 - 関村、豊岡村が合併して新設。
- 1955年（昭和30年）4月25日 - 関豊村が環村と合併して峰上村を新設。同日関豊村廃止。
- 1963年（昭和38年）10月1日 - 峰上村が天羽町と合併し、改めて天羽町を新設。
- 1971年（昭和46年）
  - 4月25日 - 天羽町が富津町、大佐和町と合併し、改めて富津町となる。
  - 9月1日 - 富津町が市制施行し、富津市となる。